# Rio Buda (Borşa)
O Rio Buda é um rio da Romênia afluente do Rio Borşa, localizado no distrito de Cluj.